# (34684) 2001 CJ28
2001 CJ28 (asteroide 34684) é um asteroide troiano de Júpiter. Possui uma excentricidade de 0.12656710 e uma inclinação de 21.22421º.
Este asteroide foi descoberto no dia 2 de fevereiro de 2001 por LONEOS em Anderson Mesa.